# Orphnus declivis
Orphnus declivis är en skalbaggsart som beskrevs av Schmidt 1912. Orphnus declivis ingår i släktet Orphnus och familjen Orphnidae. Utöver nominatformen finns också underarten O. d. baloghi.